# 山田悦子 (社会運動家)
山田 悦子（やまだ えつこ、旧姓：沢崎、1951年（昭和26年） - ）は、日本の社会運動家。徳島女子短期大学卒業。富山県出身。
1974年（昭和49年）の甲山事件の冤罪被害者として知られる。

## 経歴
富山県出身。愛媛県新居浜市育ち。新居浜市立泉川小学校、新居浜市立泉川中学校を経て新居浜市立商業高等学校（現：愛媛県立新居浜商業高等学校）を卒業。1972年（昭和47年）に徳島女子短期大学保育科（現：徳島文理大学短期大学部）を卒業し、同年に兵庫県西宮市の甲山福祉センター甲山学園に保母として就職する。
1974年（昭和49年）3月17日に甲山学園の園児である女児2人が殺害された甲山事件の犯人として同年4月7日に逮捕され、その後、証拠不十分で不起訴となり釈放。1999年（平成11年）9月に大阪高裁で三度目の無罪判決が確定する。
2001年（平成13年）に法曹関係者を集めた講演会を開き、その後は龍谷大学などで講演会を行い、冤罪についての社会運動に尽力した。

## 著書
- 『甲山事件 えん罪のつくられ方』（2008年、上野勝、現代人文社）